# 富洲原町立実科高等女学校
富洲原町立実科高等女学校（とみすはらちょうりつじっかこうとうじょがっこう）は、三重県三重郡富洲原町（現・四日市市）に戦前にあった町立の女学校。富洲原尋常高等小学校に併置されて、富洲原町の四日市市合併後は四日市市立富洲原実科高等女学校→四日市北高等女学校に改称された。戦後の学制改革によって旧制中学校の三重県立富田中学校と吸収合併して、三重県立四日市高等学校家政科及び被服科となった。

## 三重郡富洲原町立
富洲原町立実科女学校
- 1919年（大正8年）に四日市市立高等女学校が生徒募集が停止となり、家政科教育や女子教育など実科学校の設立の必要性があり、初代平田佐次郎が創設した平田紡績株式会社（製網工場）・伊藤平治郎が誘致及び創設した東洋紡績（紡績設備がある東洋紡績富田工場）・三重浴布（布を製造する工場）・三重織布（タオルを製造する工場）など繊維産業が盛んで若い女性の人口が多かった三重郡富洲原町に富洲原町立実科女学校が、1926年（大正15年）4月6日に三重郡富洲原町立尋常高等小学校に併設された。開学した当初の定員は100名であった。修学する年限は2ヵ年であった。1931年（昭和6年）の学則改正で修業する年限が4ヵ年となった。定員は200名となる[1]。1925年（大正14年）4月に三重郡富洲原町会で実科高等女学校の新設が可決されて、当面小学校に併置して、学級増加に伴って新校舎設置をして、大正15年度に三重郡富洲原町立実科高等女学校は併置された。
- 校長は、富洲原小学校の校長の藤田平太（修身専門教諭）が兼任して、専任教諭は市野のぶ（裁縫・刺 繻の専門教諭）と伊藤スミ（講読・家庭の専門教諭）の2人であり、助教諭は兼任で太田松次郎（体操の専門教諭）・栗田松郎（数学・唱歌の専門教諭）・樋口つたの（習字・作文の専門教諭）の3人であった[2]。

- 四日市市立富洲原高等女学校の前身は1926年（大正15年）4月に三重郡富洲原尋常高等小学校敷地に併置された富洲原町立高等女学校であった。1941年（昭和16年）2月に三重郡富洲原町は四日市市に合併して富洲原地区となり、校名は四日市市立富洲原高等女学校に改称された。昭和18年度に中等学校令の制定によって四日市市立富洲原高等女学校と改称した。三重郡富洲原町は大正12年度に町制を実施して大正期になると、東洋紡績富田工場や平田紡績天ヶ須賀製網工場を中心とする繊維工業や富洲原港で捕獲される水産加工業を中心とする商工業の発展によって町勢は著しく発展した[3]。富洲原地域では実科を主力とする女子教育施設設置の要望が強くて、富洲原関係者の努力の結果1926年（大正15年）1月22日に実科高等女学校の設立が認可された。

## 家政教育
- 富洲原高等女学校は婦人道徳に育成に力を注いだが、高等女学校卒業生の上級学校への進学や就職者の増加によって、家政教育に色彩弱めて教養を与える普通教育の學校へと性格が変化した。教養重視の普通学校化に対して市町村に規程がなくて三重郡富洲原町は家政教育を学校設立に企画としていた事から高等女学校令が改正された。創立当時の大正末期の学則によると生徒の定員は100名として、入学資格は年齢14歳以上で「修業年限2カ年の高等小学校卒業程度」とした。
- 修業年限は2ヵ年で、入学者の選抜は志願者が募集人員に超過した場合に、国語・算術の学科試験と小学校在学中の学業・操行を参考として入学者を決定する事とした。授業料は富洲原町内居住者は一か月1円50銭、富洲原町外と単身寄留者は2円と定めた。生徒の服装はえび茶1色の袴に太い白線2本を袖に入れたもので、着物は質素なものを着用して、髪型は自由であった。入学志願者は定員に近い47名であったが、全員が入学を見とめられて、1926年（大正15年）4月5日に入学式を挙行した[4]。校長は富洲原尋常高等小学校長藤田平太が兼務して、専任教諭は2名（女）で、富洲原小学校訓導の兼務の助教諭2名（男）、嘱託教員1名（女）の構成であった。翌年になると1ヵ学年の増加によって専任教諭は4名（女）、兼務助教諭2名（男）、嘱託教員4名（女性教員3名、男性教員1名）となった[4]。

実科高等女学校学科目毎週教授時数
修身
- 第1学年　2時間
- 第2学年　1時間

国語
- 第1学年　5時間
- 第2学年　5時間

英語　　
- 第1学年　0時間
- 第2学年　0時間

歴史・地理
- 第1学年　0時間
- 第2学年　0時間

数学
- 第1学年　　2時間
- 第2学年　2時間

理科
- 第1学年　0時間
- 第2学年　0時間

図画
- 第1学年　0時間
- 第2学年　0時間

唱歌
- 第1学年　1時間
- 第2学年　1時間

体操
- 第1学年　3時間
- 第2学年　3時間

家事
- 第1学年　4時間
- 第2学年　5時間

裁縫
- 第1学年　13時間
- 第2学年　13時間
- 合計30時間
- 実科高等女学校では配当時間の56.7%～60%が裁縫・家事の時間に充てられて、一般教養科目（修身・国語・数学）は30%～26.7%にとどまった。実科高等女学校の教育は家事技芸科目に重点が置かれて、国語・数学等の科目は小学校の復習程度にとどまった。修身は「本邦古来ノ女子ノ美風ニ鑑ミテ適切ナル教授ヲ為シ婦徳ヲ養成センコトヲ力メ珠ニ家ニツキテハ意ヲ用ヒテ教授センコトヲ要ス」とされて、祖先尊崇や女子の本文に多くの時間がさかれて、このことによって教育内容全体が家族制度に立脚した家政教育という性格を示す事になった。昭和9年度の校訓は「勤労愛好の精神と婦徳の育成」の2つを掲げている。

## 昭和6年度の改正
- 昭和6年度には学則改正の許可を得て修業年限を4か年として、定員を200名とした[5]。入学資格は尋常小学校を卒業した女子と尋常小学校同等以上の学力があると認められた女子に変更された。授業料は1ヵ月第1学年～第2学年が50銭、第3学年～第4学年が1円50銭、三重郡富洲原町外は2円50銭となった。昭和6年度の学科目と毎週の教授時数の改正で歴史・地理・理科等が新しく加えられて一般教養科目が従来より強化された。学則改正後の職員構成は、昭和8年度には、兼任校長の他、専任教諭4名（女性4名）、助教諭3名（女性1名、男性2名）、嘱託教員2名（女性1名、男性1人）の10名で、助教諭、嘱託教員は全て小学校訓導の兼務であった。専任と兼務の教員の構成比は昭和10年代に変化しなかった[6]。

学科目毎週授業時数（昭和6年度改正）
修身
- 第1学年　2時間
- 第2学年　2時間
- 第3学年　1時間
- 第4学年　1時間

公民・手芸・図画・教育・実業
- 第1学年　自由時間
- 第2学年　自由時間
- 第3学年　自由時間
- 第4学年　自由時間

国語
- 第1学年　6時間
- 第2学年　6時間
- 第3学年　5時間
- 第4学年　5時間

歴史・地理
- 第1学年　2時間
- 第2学年　2時間
- 第3学年　1時間
- 第4学年　0時間

数学
- 第1学年　2時間
- 第2学年　2時間
- 第3学年　3時間
- 第4学年　3時間

理科・家事
- 第1学年　3時間
- 第2学年　3時間
- 第3学年　3時間
- 第4学年　4時間

裁縫
- 第1学年　11時間
- 第2学年　11時間
- 第3学年　12時間
- 第4学年　13時間

音楽
- 第1学年　1時間
- 第2学年　1時間
- 第3学年　1時間
- 第4学年　1時間

体操
- 第1学年　3時間
- 第2学年　3時間
- 第3学年　3時間
- 第4学年　3時間

合計
- 第1学年　30時間
- 第2学年　30時間
- 第3学年　30時間
- 第4学年　30時間

## 入試統計
- 制服が定められて、従来の袴スタイルからセーラー服のスカートの洋装となった。昭和9年度に生徒の急増で、独立校舎一棟を富洲原小学校敷地内に新築した。普通教室2つ、特別教室3つ、裁縫室4つの教室が整備された。校舎の落成式は富洲原小学校と共用の講堂、奉安殿と合わせて昭和11年度に挙行されて、記念行事は祝賀会・余興・生徒成績品展覧会・日本画展覧会などが開催された。実科高等女学校の入学志願者は創立当時から昭和9年度まで極めて少なくて志願者全員が入学を認められた。入学志願者も昭和13年度に入学者の2倍、高等女学校となった昭和18年度には2.2倍となった[5]。

昭和3年度
富洲原町出身者
- 第1学年　13人
- 第2学年　12人
- 合計　25人

他市町村出身者
- 第1学年　19人
- 第2学年　23人
- 合計42人

昭和9年度
富洲原町出身者
- 第1学年　19人
- 第2学年　15人
- 第3学年　13人
- 第4学年　25人
- 合計　72人

他市町村出身者
- 第1学年　23人
- 第2学年　24人
- 第3学年　15人
- 第4学年　13人
- 合計75人

昭和13年度
富洲原町出身者
- 第1学年　16人
- 第2学年　23人
- 第3学年　17人
- 第4学年　24人
- 合計　80人

他市町村出身者
- 第1学年　34人
- 第2学年　26人
- 第3学年　24人
- 第4学年　20人
- 合計104人
- 1941年（昭和16年）2月11日に三重郡富洲原町の四日市市合併によって富洲原町立実科高等女学校は四日市市立となった。昭和18年度には高等女学校として発足して、校名を四日市市立富洲原高等女学校と改称した[6]。